# シュナーベルヴァイト
シュナーベルヴァイト (ドイツ語: Schnabelwaid) はドイツ連邦共和国バイエルン州バイロイト郡（オーバーフランケン行政管区）に属する市場町で、クロイセン行政共同体を構成する自治体の一つである。

## 地理

### 自治体の構成
この町は、公式には8つの地区 (Ort) からなる。このうち小集落や孤立農場などを除く集落を以下に列記する。
- プロイナースフェルト
- シュナーベルヴァイト
- シェーンフェルト

## 歴史
キュンスベルクの領主が1410年からこの地の城と村を治めた。その後、1668年にブランデンブルク＝バイロイト辺境伯がこの跡を継いだ。1792年からのプロイセンのバイロイト侯領は、1807年のティルジットの和約によってフランス領となり、1810年にバイエルン王国領となった。シュナーベルヴァイトは重要な参事による自治権を獲得した。

### 人口推移
この地域の人口は、1970年 993人、1987年 893人、2000年 1,004人、2008年 1,014人であった。

## 行政
市長は、選出されたヴィルヘルム・フリードリヒ (SPD)が74歳で急逝したため、2006年9月26日以降、第2市長のハンス＝ヴァルター・ホーフマン (CSU)が執務している。

## 経済と社会資本

### 交通
シュナーベルヴァイトは連邦道B2およびB85沿いに位置しており、アウトバーンA9にも遠くない（インターチェンジ43 トロッカウ）。バイロイト - ニュルンベルク線のローカル駅には定期的に列車が運行している。

## 引用
1. ↑  https://www.statistikdaten.bayern.de/genesis/online?operation=result&code=12411-003r&leerzeilen=false&language=de Genesis-Online-Datenbank des Bayerischen Landesamtes für Statistik Tabelle 12411-003r Fortschreibung des Bevölkerungsstandes: Gemeinden, Stichtag (Einwohnerzahlen auf Grundlage des Zensus 2011)
2. ↑  Bayerische Landesbibliothek Online